# Lactobacillus buchneri
Lactobacillus buchneri é uma espécie de bactérias heterofermentativas que produzem ácido láctico e ácido acético durante a fermentação. Algumas estirpes são utilizadas como inoculante para melhorar a estabilidade aeróbica de silagem.